# Oliver Queen (Smallville)
Oliver Jonas Queen est un personnage fictif de la série télévisée Smallville, interprété par Justin Hartley.

## Biographie fictive
Oliver Jonas Queen fait sa première apparition dans la sixième saison au cours de laquelle il a une relation amoureuse avec Lois Lane. Oliver est un milliardaire, propriétaire de Queen Industries et le mari de Chloe Sullivan. Oliver n'hésite pas à commettre des actes criminels afin d'atteindre ses objectifs en vertu de la croyance que la fin justifie les moyens. Il est appelé Green Arrow. Après un début difficile, il devient un allié de confiance et ami de Clark Kent. Oliver démontre des compétences d'expert à l'arc et porte un costume vert. Il réunit un groupe de personnes dotées de super-pouvoirs, la Justice League, incluant entre autres Clark Kent, Bart Allen (Flash), Victor Stone (Cyborg) et Arthur Curry (Aquaman), afin de lutter contre le projet 33.1 poursuivi par Lex Luthor.
Oliver revient dans la septième saison (épisode 11) où il poursuit sa lutte contre LuthorCorp et rencontre un autre super-héros, Dinah Lance (Black Canary), qu'il recrute pour intégrer la Justice League. Sa famille est également mise à l'avant lorsque dans des souvenirs de Lex, il est révélé que ses parents faisaient partie du groupe Veritas, et ont été tués par Lionel Luthor lorsqu'il avait cinq ans.
Dans la huitième saison, Oliver devient un personnage principal de la série. Il part en Arctique avec Black Canary et Aquaman pour rechercher Clark qui avait disparu juste après la destruction de la forteresse et réussira à le retrouver. Il part ensuite à la recherche de Lex Luthor dont il est sûr qu'il n'a pas succombé à la destruction de la forteresse. Oliver rachète ensuite la majorité des parts de LuthorCorp avec l'aide de Tess Mercer, l'actuelle gérante du conglomérat, et fusionne la multinationale avec Queen Industries. Il découvre que Lex est bien vivant et veut le retrouver pour le tuer. Lex envoie Toyman pour tuer le conseil de LuthorCorp dont Oliver et Tess, mais Oliver s'en sort et tue Lex en mettant une bombe sous le camion où celui-ci se trouve.
Après la mort de Jimmy Olsen, la vie d'Oliver commence à se dégrader. Lorsque Clark demande de veiller sur Lois lorsqu'un virus transformant les humains en zombies lorsqu'ils s'endorment s'est propagé dans Metropolis, Oliver, distrait, laisse Lois s'endormir. Lorsque l'infection est guérie, Clark reproche à Oliver son incapacité à protéger Lois et Oliver admet ses torts avant de brûler le costume de l'Archer Vert. Winslow Schott (Toyman) fait ensuite son retour avec l'objectif de se venger de Oliver et à obtenir de lui qu'il admette avoir assassiné Lex. Il l'oblige à se tenir debout sur une mine terrestre sous un podium lors d'une soirée. Cependant, une fois que tout le monde est parti, Oliver, dépressif, descend de la bombe telle une tentative de suicide mais découvre que la bombe était fausse. Oliver est ensuite kidnappé et se retrouve mêlé à une série de jeux élaborés. Il s'agissait en fait d'une ruse mise en place par Chloe et la Justice League pour le convaincre qu'il est toujours un héros. Il décide de ressortir son costume d'Archer Vert. Il sort par la suite avec Chloe.

### Saison 10
Dans la saison 10, Oliver a été enlevé par des hommes mystérieux et est brutalement interrogé par un de leurs agents pour obtenir des informations sur son équipe et sur les symboles étranges qui semblaient partout dans le monde semblable à celui du flou. Oliver résiste et refuse de donner la moindre information. Enfin, sans comprendre pourquoi et sans le savoir, il a été libéré quand Chloe a négocié sa liberté s’échangeant à sa place.
Cherchant frénétiquement Chloe après sa disparition, Oliver découvre que toute trace de vie de Chloé a été effacée, retrouvant le lieu où il avait été détenu en captivité, Oliver est confronté à son ravisseur, qui révèle que Chloé avait elle-même négocié sa liberté, puis s'est tuée pour le protéger. Oliver se rend compte alors plus tard que Chloé a truqué sa propre mort après avoir trouvé un antidote à la pilule de cyanure qu'il a trouvé dans son appartement. Oliver se sent néanmoins coupable de la prise de décision de sa compagne de s’éloigner.
Lorsque Loïs avertit Oliver que Gordon Godfrey a obtenu la preuve de son identité secrète comme étant l’Archer Vert, Oliver commença à réfléchir à sa vie et a réalisé que Chloe avait tout sacrifié pour le protéger, lui et les autres héros en raison de leurs identités secrètes. Il prit alors la décision révéler son identité au monde dans l’espoir d’un possible retour de Chloé. Il participe à une conférence de presse pour annoncer qu'il est L’Archer Vert.
Après s'être révélé au public, Oliver a commencé à être harcelé par les médias. Vraiment peu sûr de lui au sujet de son récent acte, Oliver estime ne pas avoir l'appui des autres héros notamment Clark Kent alors qu'il se préparait pour une entrevue avec la télévision locale des médias pour discuter de son alter-ego. Lorsque la journaliste a commencé à l’enfoncer du fait qu’il était un justicier, renforcé par la présence de Clark, Oliver fait un discours, assumant ses actes est affirme haut et fort qu'il est certainement un héros.
En raison de sa nouvelle popularité, Oliver a commencé à apparaître dans toute sa gloire et il a commencé à recevoir des cadeaux de la population de Metropolis. Après qu'il eut discuté avec Tess de ses actes en public, Oliver lui avoua qu'il ne cherche qu'à combler la solitude dans son cœur.
Après avoir rejeté la proposition de Clark d’avoir Tess en tant que nouvelle Tour de Guet, car il ne voulait en aucun cas qu’elle prenne la place de Chloé, Oliver a finalement accepté pensant qu’elle leur serait utile.
Malgré sa décision de permettre à Tess d’être la nouvelle Tour de Contrôle, Oliver n'est pas à l’aise, d'autant plus qu'elle commence à apporter des modifications à leur base au grand dam d'Oliver, qui voulait garder en ce lieu tous les moments partagés avec Chloé. Quand Tess découvre qu’Oliver et Clark ont été marqués par la Brigade du suicide, tout en examinant Oliver, Oliver continue d’être méfiant sur Tess, peu importe combien de fois elle a essayé d'aider. Oliver réussit finalement à lui offrir sa confiance à la fin d’une mission.
Oliver fut le premier justicier à s’inscrire à la VRA pour protéger le reste de l'équipe. Oliver a accepté de se faire enregistrer comme il l'a déjà compromis son identité, mais après qu’il signe son enregistrement à une conférence de presse, il fut escorté par le colonel Slade à une installation militaire secrète où il a été soumis à une batterie test pour évaluer ses capacités pour connaître ses capacités. Slade a torturé Oliver, mais il fut sauvé par ses coéquipiers qui firent sauter l'installation. Après avoir découvert la marque Omega sur le crâne de Slade, Clark dit à Oliver et le reste de l'équipe qu’une force obscure est venue sur terre.
Après ce qui s'est passé avec l'établissement militaire, Oliver a commencé à rester loin de Metropolis, mais quand une version diabolique de Clark est apparue sur la ville, Oliver est venu pour aider à combattre ce Clark d’un autre monde.
Quand Clark Kent et Lois Lane se sont fiancés, Oliver a organisé une fête de fiançailles à la Tour de Guet pour eux, tout en parlant à Clark, Oliver a révélé qu'après avoir fait sauter l'installation, lui et tous les autres héros ont commencé à être étiquetés comme terroristes et Clark lui a demandé d'être son témoin au mariage. Plus tard dans la nuit, tout en sauvant une jeune fille d'un voleur, il a été attaqué par une foule de gens en colère. Après avoir été sauvé par Carter et Courtney, l'équipe a décidé de fermer la Tour de Guet pour se protéger jusqu'à ce qu'ils découvrent plus sur la force obscure qui, apparemment, s'était répandue dans toute la ville.Carter Hall mourut lors du sauvetage de Lois, Oliver et les autres héros assistent à ses funérailles en Égypte et sont victimes d’un piège orchestré par la VRA.
Dans le cyberespace créé par la VRA, Oliver se retrouve à son bureau, très secouée après ce qui s'est passé et commence à avoir des flash de Chloé qui mène des expériences sur lui. Il se retrouve dans un hôpital psychiatrique estimant que la VRA est responsable de l'avoir dépouillé de sa santé mentale. Chloé apparaît alors et est confronté à Oliver, dans sa cellule. Chloé l'informe qu’il est bloqué dans un monde virtuel,  et qu’il doit trouver un portail vers le monde réel tout en lui faisant confiance. Chloé et Oliver retournent donc dans le monde réel, et Oliver se réveille dans un labo de la VRA. Oliver uni sa force avec le commando suicide pour libérer les autres héros et sortir vivant. Chloé et Oliver se retrouvent donc enfin et Chloé affirme qu’elle restera cette fois ci.
Après avoir passé une nuit avec Chloé, Oliver s'est réveillé à côté d'elle pour voir un rassemblement pro-Hero en ligne à Metropolis. Oliver rejoint alors Clark pour enquêter sur l'attaque de Martha. Lorsqu’Oliver retourne à LuthorCorp, il trouve Lionel Luthor et Alexander dans son bureau, qui a révélé qu'ils avaient racheté LuthorCorp à Oliver et Tess en raison de leurs activités illicites. Oliver fut plus tard à la ferme des Kent en pour l’annonce  qui dit que la loi VRA fut aboli.
Dans Masquarade ( épisode 14 ) Oliver dîne avec Chloe dans un restaurant, en se faisant passer pour ‘‘Mr and Ms Jones’’afin d'obtenir une table. Malheureusement, ils sont pris en flagrant délit par le FBI car les Jones sont en fait des agents du FBI qui enquêtent sur une récente série de meurtres. Chloé sera capturé par Desaad,un disciple des Ténèbres. Alors que Clark sauve Chloé, Oliver s'en prend violemment à Desaad car il croit qu’il a tué Chloé, il ne s'arrêtera que lorsque Clark lui dira que Chloé est vivante. Après avoir eu une longue conversation avec Chloe au sujet de leur relation, il est révélé que Oliver a le symbole Omega sur lui, ce qui signifie qu'il a été corrompu par Darkseid.
Après avoir bu du champagne provenant de Zatanna à la fête de fiançailles de Clark et Lois, Oliver et les autres se retrouvent dans des endroits différents ne se rappelant rien de la nuit précédente. Après avoir aidé Lois à retrouver sa bague de fiançailles, Oliver et les autres sont réunis pour regarder la vidéo de leur folle nuit. Pendant ce temps Chloe part, mais est remarquée par Oliver qui la suit.Oliver lui donne la moitié d’un acte de mariage à son nom alors que l’autre moitié est au nom de Chloé ce qui révèle que les deux se sont mariés au cours de la nuit précédente. Sachant qu'elle avait accepté un emploi dans sa ville natale, Oliver décide d'accompagner Chloé dans sa nouvelle vie et ils partent à Star City pour commencer une nouvelle vie ensemble.
Dans l'épisode finale de la dixième saison, on découvre le petit garçon qu'Oliver a eu avec Chloé. Sa mère lui lit l'histoire de Smallville et le petit garçon s'endort en regardant son arc et ses flèches en plastique, il rêve de devenir comme son père, un héros.